# High Speed Downlink Packet Access

Vergleich der maximal erreichbaren Bitraten bei verschiedenen Mobilfunkstandards (logarithmische Darstellung)

High Speed Downlink Packet Access (HSDPA, 3.5G, 3G+ oder UMTS-Broadband) ist ein Datenübertragungsverfahren des Mobilfunkstandards UMTS, das vom 3rd Generation Partnership Project definiert wurde. Das Verfahren ermöglicht DSL-ähnliche Datenübertragungsraten im Mobilfunknetz.
HSDPA wurde in Deutschland unter anderem von den Netzbetreibern Vodafone, Telekom und O2 und in der Schweiz von Swisscom, Sunrise UPC GmbH und Salt Mobile angeboten. In Österreich betrieben die Netzbetreiber A1, Magenta Telekom und Drei HSDPA-Netze.

## Technik
Die maximale Datenrate ist durch die sogenannte Kategorie des Empfängers beschränkt. Typisch sind 3,6 Mbit/s (Kategorie 6) und 7,2 Mbit/s (Kategorie 8). Für die Kategorie 10 sind maximal 13,98 Mbit/s möglich, die aber in der Praxis kaum erreichbar ist, da sie eine Koderate R von nahezu 1 voraussetzen würde. Wesentliche Merkmale von HSDPA sind schnelle und flexible Datenlastverteilung sowie Anpassung an die Kanalqualität mittels „Adaptiver Modulation und Kodierung“ (AMC).
Die Nutzdaten werden in Intervallen (Transmission Time Interval, TTI) von drei UMTS-Zeitschlitzen (slots) auf dem sogenannten HS-DSCH (High Speed Downlink Shared Channel) übertragen. Ein TTI hat eine Länge von 2 ms. Es können bis zu 15 Kanäle gleichzeitig zugewiesen werden.
Ein Endgerät sendet im Gegenzug alle 2 ms eine Information über die Kanalqualität (Channel Quality Indicator, CQI). Anhand der empfangenen CQI-Werte verschiedener Endgeräte und unter Berücksichtigung anderer Daten (Pufferfüllstand, Prioritäten etc.) entscheidet die UMTS-Basisstation (der Node B) darüber, welche Endgeräte mit wie vielen Kanälen parallel bedient werden sollen. Weiterhin wird die CQI-Information dazu verwendet, die Kanalkodierung, das Modulationsverfahren und die Node-B-Ausgangsleistung auszuwählen.
HSDPA-Modems wurden als USB-Sticks und Datenkarten angeboten, die den HSDPA-Standard mit 3,6 bzw. 7,2 Mbit/s unterstützen. Neuere Produkte unterstützten auch HSUPA für ein schnelleres Hochladen mit bis zu 5,76 Mbit/s. HSDPA war in vielen Mobiltelefonen integriert. Diese konnten als HSDPA-Modem verwendet werden.
Im Gegensatz zu anderen UMTS-Datenübertragungsverfahren gibt es bei HSDPA keinen Soft Handover. Jedes Endgerät empfängt die HSDPA-Kanäle zu jedem Zeitpunkt immer nur von einer einzigen Basisstation. Ein Wechsel von Zellen wird mittels der Prozedur HSDPA serving cell change durchgeführt, welches einem Handover mit kurzer Unterbrechung gleichkommt.
Durch die im Vergleich zu UMTS bei HSDPA (idealerweise mit HSUPA kombiniert) geringeren Round-Trip-Zeiten wurden mit HSDPA viele interaktive Anwendungen möglich.

### HSDPA-Endgeräte-Kategorien

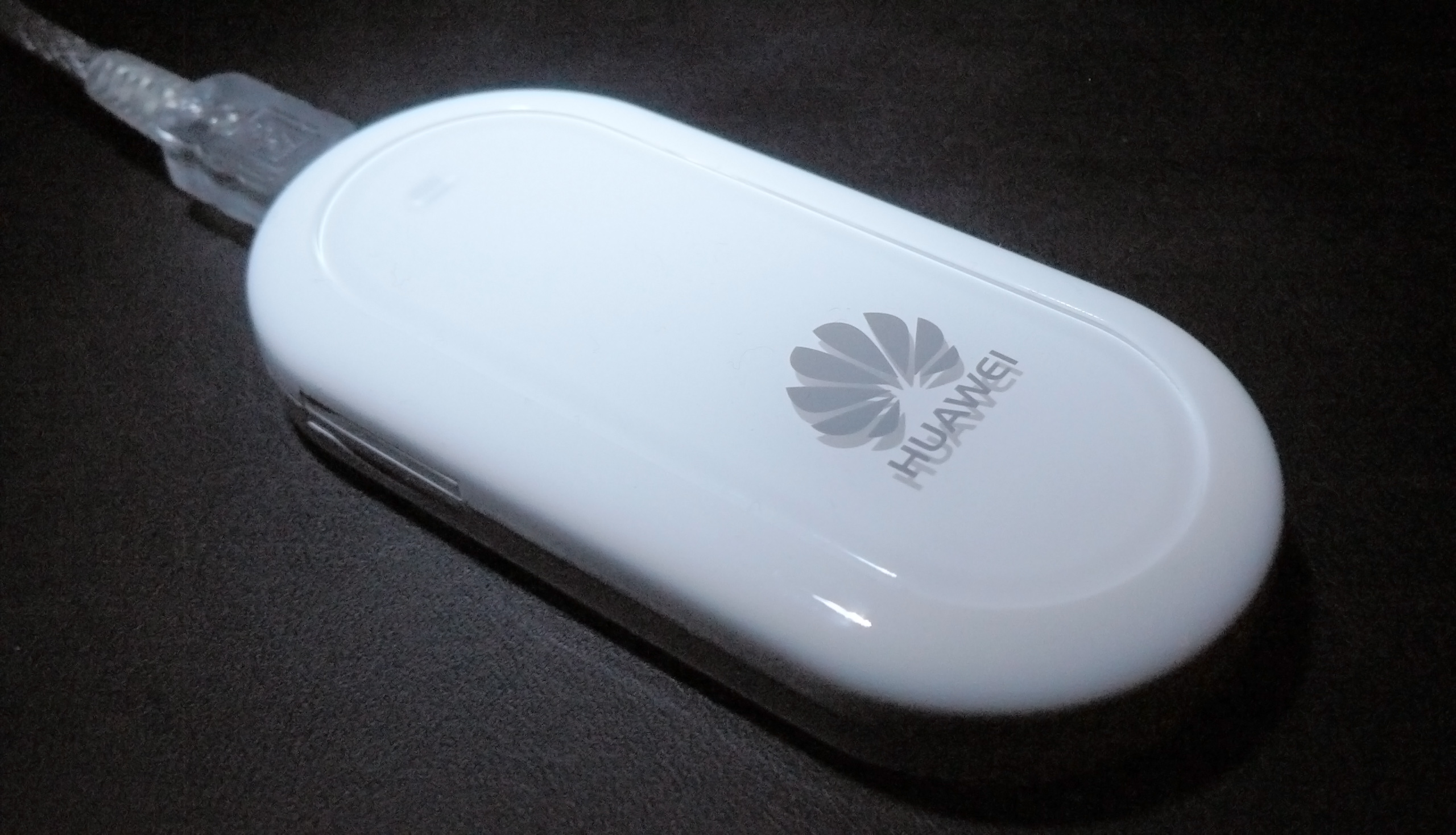
Ein HSDPA-Modem mit USB-Anschluss

Die folgende Tabelle ergibt sich aus Tabelle 5.1a aus 3GPP TS 25.306 Release 11 und zeigt die maximalen Datenraten des Physical Layers verschiedener HSDPA-Kategorien.
| Kategorie | Max. Anzahl HS-DSCH Codes | Modulationsverfahren | MIMO, Dual-Cell    | Max. Datenrate in Mbit/s |
| --------- | ------------------------- | -------------------- | ------------------ | ------------------------ |
| 1         | 5                         | QPSK, 16-QAM         |                    | 1,2                      |
| 2         | 5                         | QPSK, 16-QAM         | 1,2                |                          |
| 3         | 5                         | QPSK, 16-QAM         | 1,8                |                          |
| 4         | 5                         | QPSK, 16-QAM         | 1,8                |                          |
| 5         | 5                         | QPSK, 16-QAM         | 3,6                |                          |
| 6         | 5                         | QPSK, 16-QAM         | 3,6                |                          |
| 7         | 10                        | QPSK, 16-QAM         | 7,2                |                          |
| 8         | 10                        | QPSK, 16-QAM         | 7,2                |                          |
| 9         | 15                        | QPSK, 16-QAM         | 10,1               |                          |
| 10        | 15                        | QPSK, 16-QAM         | 14,0               |                          |
| 11        | 5                         | nur QPSK             | 0,9                |                          |
| 12        | 5                         | nur QPSK             | 1,8                |                          |
| 13        | 15                        | QPSK, 16-QAM, 64-QAM | 17,6               |                          |
| 14        | 15                        | QPSK, 16-QAM, 64-QAM | 21,1               |                          |
| 15        | 15                        | QPSK, 16-QAM         | MIMO               | 23,4                     |
| 16        | 15                        | QPSK, 16-QAM         | MIMO               | 28,0                     |
| 19        | 15                        | QPSK, 16-QAM, 64-QAM | MIMO               | 35,3                     |
| 20        | 15                        | QPSK, 16-QAM, 64-QAM | MIMO               | 42,2                     |
| 21        | 15                        | QPSK, 16-QAM         | Dual-Cell          | 23,4                     |
| 22        | 15                        | QPSK, 16-QAM         | Dual-Cell          | 28,0                     |
| 23        | 15                        | QPSK, 16-QAM, 64-QAM | Dual-Cell          | 35,3                     |
| 24        | 15                        | QPSK, 16-QAM, 64-QAM | Dual-Cell          | 42,2                     |
| 25        | 15                        | 16-QAM               | MIMO + Dual-Cell   | 46,7                     |
| 26        | 15                        | 16-QAM               | MIMO + Dual-Cell   | 55,9                     |
| 27        | 15                        | 64-QAM               | MIMO + Dual-Cell   | 70,6                     |
| 28        | 15                        | 64-QAM               | MIMO + Dual-Cell   | 84,4                     |
| 29        | 15                        | 64-QAM               | Triple-Cell        | 63,3                     |
| 30        | 15                        | 64-QAM               | Triple-Cell + MIMO | 126,6                    |
| 31        | 15                        | 64-QAM               | Quad-Cell          | 84,4                     |
| 32        | 15                        | 64-QAM               | Quad-Cell + MIMO   | 168,8                    |
| 33        | 15                        | 64-QAM               | Hexa-Cell          | 126,6                    |
| 34        | 15                        | 64-QAM               | Hexa-Cell + MIMO   | 253,2                    |
| 35        | 15                        | 64-QAM               | Octa-Cell          | 168,8                    |
| 36        | 15                        | 64-QAM               | Octa-Cell + MIMO   | 337,5                    |

## Verbreitung
Seit Ende 2008 herrschte ein verschärfter Wettbewerb durch den Markteintritt von Wiederverkäufern, die den Preis für reine Datentarife verglichen mit dem Vorjahr um bis zu 50 Prozent unterbaten. Die Wettbewerber warben teilweise mit HSDPA oder anderen Breitbandtechniken,  beschränkten jedoch die Bandbreite technisch.
Weltweit gab es im Dezember 2007 insgesamt 150 HSDPA-Netze in 72 Ländern. Auf die Europäische Union entfielen davon 34 Netze.

### Deutschland
- Die Telekom Deutschland hatte laut eigenen Angaben Stand 2011 das gesamte UMTS-Netz mit 42,2 Mbit/s HSDPA ausgerüstet.[4] Im Februar 2007 waren über 60 Prozent der Bevölkerung abgedeckt.
- Das Vodafone-Netz deckte Stand 2012 82 Prozent der Bevölkerung ab und stellte mindestens HSPA+ mit Geschwindigkeiten von 21,6 Mbit/s bereit, während 54 Prozent des Netzes mit HSPA+-Geschwindigkeiten von 42,2 MBit/s ausgelegt waren.[5][6]
- Der HSDPA-Ausbau bei O₂ erfolgte ab Ende 2007 und war seit Ende 2009 abgeschlossen. Damit waren an allen UMTS-Standorten theoretische Geschwindigkeiten von mindestens bis zu 7,2 Mbit/s verfügbar.[7] Zudem gab es an vielen Standorten mittlerweile HSPA+ mit bis zu 14,4 MBit/s. Im Juli 2013 begann O₂ mit der Implementierung von DC-HSPA+ mit Datenübertragungsraten bis zu 42,2 MBit/s.[8]
- E-Plus hatte 97 Prozent seines UMTS-Netzes mit 21,6 Mbit/s HSPA+ aufgerüstet und versorgte damit  80 Prozent der Bevölkerung. Seit Mitte 2013 wurde außerdem die maximale Geschwindigkeit mit DC-HSPA+ auf 50 MBit/s erhöht.[9]

### Österreich
- T-Mobile Austria hatte bereits im März 2006 das gesamte UMTS-Netz mit HSDPA ausgerüstet, und erreichte damit im Dezember 2007 über 75 Prozent der Bevölkerung.[10][11]
- Hutchison Drei Austria hatte Mitte 2008 eine Bevölkerungsabdeckung mit HSDPA von über 94 Prozent und seit Ende Oktober 2009 eine echte Flatrate.[12]
- Mobilkom Austria (heute A1 Telekom Austria) plante bis Ende 2007 eine Abdeckung von 85 Prozent der Bevölkerung mit HSDPA und HSUPA.[13]
- bob bot seit August 2009 neben UMTS und EDGE nun auch HSDPA an.[14]
- Orange Austria deckte 2009 mit HSDPA rund 70 Prozent der österreichischen Bevölkerung ab.[15] 2013 wurde Orange (ehemals: ONE) von 3 zu 100 % übernommen.[16]

### Schweiz
- Salt Mobile hatte 2011 das gesamte UMTS-Netz (92 Prozent Abdeckung) mit HSDPA (7,2 Mbit/s; an ausgewählten Standorten 42 Mbit/s) in Betrieb.[17][18]
- Sunrise Communications hatte 2012 das gesamte UMTS-Netz (80 Prozent Abdeckung) mit HSDPA bzw. HSPA+ (42 Mbit/s) in Betrieb.[19]
- Swisscom hatte 2014 das gesamte UMTS-Netz (98 Prozent Abdeckung) mit HSDPA bzw. HSPA+ (42 Mbit/s) in Betrieb.[20][21]